# Азербайджан (стихотворение)
«Азербайджан» (азерб. «Azərbaycan») — стихотворение азербайджанского поэта Самеда Вургуна, написанное c 1933 по 1935 год.

## История стихотворения
Стихотворение «Азербайджан» было написано в 1933 году. По замыслу Вургуна стихотворение «Азербайджан» является прологом к его эпопее «Азербайджан», состоящей из нескольких поэм, которые охватывают жизнь народа на протяжении многих веков.
Сам поэт писал о своём стихотворении:
Стихотворение «Азербайджан» созвучно со всей жизненной программой моей, гармонирует с моей жизнью. Сколько бы я ни творил впредь, мотивы, вложенные в это маленькое стихотворение, написанное в 1933 году, вы прочтёте, найдёте и почувствуете во всех моих произведениях.
В 1959 году стихотворение вошло в «Хрестоматию по литературе народов СССР».
На слова стихотворения азербайджанским композитором Алекпером Тагиевым написана одноимённая песня «Азербайджан».
Строки из стихотворения выгравированы на постаменте памятника поэту в Баку, установленному в 1961 году (скульптор — Фуад Абдурахманов; архитектор — Микаэль Усейнов).

## Переводы
На русский язык стихотворение было переведено Аделиной Адалис, которая, по признанию самого Самеда Вургуна, была «лучшей переводчицей». По словам литературоведа Фариды Велихановой, Адалис в своём переводе «пользуется той свободой воплощения, которая даёт простор для воспроизведения патриотического духа оригинала». Тем не менее, перевод Адалис не точный. В нём есть отрывки, которые отсутствуют в оригинале. К примеру, строка «Ты — дыханье мое, ты — мой хлеб и вода!» и многое другое.
Вскоре после написания стихотворение «Азербайджан» было переведено на белорусский язык Максимом Танком. Этот перевод был включён в готовящуюся к изданию на белорусском языке «Антологию поэзии Советского Союза».
Стихотворение в переводе Глэдис Эванс на английский  было опубликовано в «Azerbaijanian Poetry: Classic, Modern, Traditional» (Москва, 1969) под редакцией Мирзы Ибрагимова.

## Анализ стихотворения
По словам искусствоведа Габиба Бабаева в этом стихотворении, которое Габибов называет «великолепным гимном Отчизне», «с исключительной силой выражена национальная гордость поэта». Поэт лирически сопоставляет образ Родины с родной матерью. В этой связи, Габибов отмечает, что слова «сын» и «мать» в поэме звучат как синонимы слов «мать» и «Азербайджан»:
Можно ль мать у ребенка украсть? Никогда!
Ты — дыханье мое, ты — мой хлеб и вода!
Предо мной распахнулись твои города.
Весь я твой. Навсегда в сыновья тебе дан,
Азербайджан, Азербайджан!Перевод А. Адалис
В статье «Распахнулись твои города…» из журнала «Огонёк» (1959) Я. Гик пишет, что в этом стихотворении, которое, по словам Гика, стало «историческим», Самед Вургун совершил поэтический смотр своей страны.
Согласно литературоведу Фариде Велихановой, в стихотворении есть отрывок, который указывает на начало творческого пути Самеда Вургуна. Этот отрывок не был переведён Аделиной Адалис на русский язык.